# داگلاس‌تاون لیتل‌نک (کویینز)
داگلاس‌تاون لیتل‌نک (به انگلیسی: Douglaston–Little Neck) یک منطقهٔ مسکونی در ایالات متحده آمریکا است که در کویینز واقع شده‌است. این منطقه در ساحل شمالی لانگ آیلند واقع شده‌است، از شرق با ناحیه گریت نک در شهرستان نساو، از جنوب با گلن‌اوکس (کویینز) و برج‌های ساحل شمالی، و از غرب با بای ساید همسایه است.
محله از دو بخش اصلی تشکیل شده‌است. لیتل نک که معمولاً برای اشاره به منطقه شرق ماراتون پارک وی و/یا شمال بلوار شمالی استفاده می‌شود. داگلاس‌تاون لیتل‌نک ۱۷٬۸۲۳ نفر جمعیت دارد.